# Томчикова, Зузана
Зуза́на То́мчикова (словац. Zuzana Tomčíková, родилась 23 апреля 1988 года в Зволене) — словацкая хоккеистка, играющая на позиции вратаря. Известна по выступлениям за команду «Бемиджи Стейт Биверз» из Государственного университета Бемиджи (штат Миннесота, США) и женской сборной Словакии. Участница зимних Олимпийских игр 2010; чемпионка мира по бол-хоккею 2011 года в Братиславе.

## Клубная карьера

### Ранние годы
Зузана Она училась в средней школе Каронпорт в Канаде, в составе хоккейной команды девочек выиграла турниры «Реджина Лиг», турнир провинций и Западный щит во втором классе колледжа. Также она выступала за команду мальчиков в Южно-Центральной младшей хоккейной лиге. В 2007 году Зузана была включена в состав команды «Слован» из Братиславы и с ней выиграла Элитную женскую хоккейную лигу. В сезоне 2007/2008 играла в чемпионате Швеции за «Линчёпинг», а в 2008 году уехала в Северную Америку и поступила в государственный университет Бемиджи.

### Университет Бемиджи
Зузана изучала массовые коммуникации в университете и играла за команду «Биверз» в Хоккейной ассоциации западных колледжей (WCHA). Место вратаря она заняла после ухода Эмили Брукшоу. Как новичок, Зузана была включена во вторую символическую сборную WCHA и сборную новичков WCHA. В составе команды «Биверз» она имела в первом сезоне коэффициент надёжности 1,025, став только вторым вратарём с таким коэффициентом (в нескольких матчах она парировала по 4 броска подряд в одном эпизоде). Всего она отыграла 1905 минут и 8 секунд за годы выступлений в команде с 91,7% отражённых бросков и средним показателем пропущенных голов 3,09 в среднем за матч. Более того, Зузана установила рекорд университетской команды по числу сыгранных «на ноль» встреч (3 матча) и стала первым игроком в истории конференции, получившим приз Лучшего игрока обороны недели WCHA в течение трёх недель подряд (10 декабря 2008, 17 декабря 2008, 7 января 2009). В конце сезона она стала первой представительницей «Биверз», попавшей во вторую символическую сборную WCHA.
28 января 2012 года в Коль-Центре прошёл матч «Висконсин Бэджерс» — «Бемиджи Стейт Биверз» в присутствии рекордной аудитории в 12402 зрителей, в котором Томчикова отразила 32 броска, но не спасла команду от поражения (её визави, чемпионка мира Алекс Ригсби, сыграла шестой матч без пропущенных шайб за сезон). В 2012 году Зузана окончила университет и вместе с друзьями по команде — Кимберли Лидер, Алана Макэлинни, Монтана Вихорек, Марли Уилхаус и Лорен Уильямс — стала членом символической сборной «Бемиджи Стейт Биверз», одержавшей наибольшее число побед за историю существования клуба.

### После университета
С 2012 по 2014 годы Томчикова выступала за российскую команду «Торнадо» из Подмосковья и выиграла Кубок европейских чемпионов ИИХФ среди женщин в 2013 и 2014 году, а также титул чемпионки России. В сезоне 2014/15 играла за мужскую команду Паневропейского университета в Братиславе «Паневропа Кингз» во втором розыгрыше Европейской университетской хоккейной лиги, и за женский клуб «Петржалка 2010» в плей-офф чемпионата Словакии, после чего завершила карьеру в хоккее с шайбой. Некоторое время она также играла в бол-хоккей за словацкую сборную.

## Карьера в сборной
Зузана играла за женскую сборную Словакии, выиграв с ней второй дивизион чемпионата мира в КНДР и заняв 2-е место в чемпионате мира в первом дивизионе в Латвии. В 2010 году женская сборная Словакии выступала на Олимпиаде в Ванкувере, и уже в первой игре Томчикова, несмотря на свой опыт, пропустила 18 шайб от сборной Канады, чему очень сильно расстроилась, заявив, что никогда столько не пропускала (хотя команда не критиковала Зузану за каждую пропущенную шайбу и пыталась подбодрить). Всего же по воротам Зузаны было нанесено 67 бросков в том матче. Словакия проиграла все матчи на турнире и заняла последнее, 8-е место.
В 2011 году Зузана Томчикова на правах студентки отправилась на зимнюю Универсиаду 2011 года в составе словацкой сборной. В матче против США за 3-е место её 26 сэйвов помогли словачкам одержать победу 3:1 и завоевать бронзовые медали. В том же году Словакия выступала на чемпионате мира: словачки проиграли все три матча в группе командам США, Швеции и России, но в матчах против США и России Зузана признавалась лучшим игроком матча. В пяти матчах словачки одержали две победы (обе над Казахстаном) и сохранили место в высшем дивизионе, во всех случаях на льду была Зузана Томчикова. Из 250 бросков она отразила 237 (94,8% отражённых бросков, в среднем 2,56 шайб пропускала за матч), в одном матче против Казахстана она отыграла «на ноль» и не только стала одной из трёх лучших хоккеисток сборной, но и стала самым ценным игроком (Most Valuable Player) чемпионата мира за то, что помогла сборной сохранить место в высшем дивизионе.

## Тренерская карьера
В 2015 году Зузана была назначена помощницей тренера сборной Венгрии среди девушек до 18 лет на чемпионате мира. С осени 2016 года работает в Словацкой федерации хоккея с шайбой, в сезоне 2017/18 была менеджером женской сборной Словакии.

## Статистика

### Университет Бемиджи
| Сезон   | Игры | Выигрыши | Проигрыши | Ничьи в основное время | Процент побед | Шатауты | Пропущено в среднем | Процент отражённых бросков |
| 2008–09 | 31   | 5        | 22        | 4                      | .226          | 3       | 3.09                | .917                       |
| 2009–10 | 26   | 10       | 11        | 5                      | .481          | 5       | 2.06                | .938                       |
| 2010–11 | 28   | 13       | 11        | 3                      | .537          | 7       | 1.84                | .933                       |
| 2011–12 | 33   | 13       | 17        | 3                      | .439          | 4       | 2.23                | .932                       |

### Олимпиада 2010 в Ванкувере
| Дата       | Соперник  | Результат | Этап турнира       | Шайб пропущено | Броски | Отражено | Процент отражённых | Сыграно минут |
| ---------- | --------- | --------- | ------------------ | -------------- | ------ | -------- | ------------------ | ------------- |
| 13 февраля | Канада    | 0:18      | групповой этап     | 18             | 67     | 49       | 73,1               | 60:00         |
| 15 февраля | Швеция    | 2:6       | групповой этап     | 6              | 48     | 42       | 87,5               | 60:00         |
| 17 февраля | Швейцария | 2:5       | групповой этап     | 5              | 45     | 40       | 88,9               | 60:00         |
| 20 февраля | Россия    | 2:4       | матчи за 5-8 места | 4              | 43     | 39       | 90,7               | 60:00         |
| 22 февраля | Китай     | 1:3       | матч за 7 местo    | 3              | 32     | 29       | 90,6               | 60:00         |
|            | Всего     |           |                    | 36             | 235    | 199      | 84,7               | 300:00        |

## Достижения

### Командные
- Бронзовый призёр зимней Универсиады 2011 года
- Чемпионка мира по бол-хоккею 2011 года
- Серебряный призёр чемпионата мира по бол-хоккею 2009 и 2013 года

### Личные
- Член второй символической сборной WCHA сезона 2008/2009[15]
- Лучший игрок обороны недели WHCA (12 октября 2009)[16]
- Лучший игрок обороны недели WHCA (9 ноября 2009)[17]
- Лучший игрок обороны недели WHCA (20 января 2010, титул разделён)[18]
- Лучший игрок обороны недели WHCA (5 октября 2010)[19]
- Лучший игрок обороны недели WHCA (4 октября 2011)[20]
- Номинант премии Пэтти Казмайер (2010)[21]
- Лучшая хоккеистка 2010 года WHCA (титул разделён)[22]
- Член символической сборной звёзд WHCA 2010 года[23]
- Член второй символической сборной WCHA сезона 2011[24]
- Член символической сборной чемпионата мира 2011 года среди женщин по версии СМИ[25]
- MVP чемпионата мира 2011 года среди женщин[25]
- Член второй символической сборной первого дивизиона CCM All-American[26]
- Член символической сборной чемпионата мира по бол-хоккею 2013 года[27]